# Arnobe
Pour les articles homonymes, voir Arnobe le Jeune.
Œuvres principales
Adversus nationes
Arnobe (en latin: Arnobius), dit l'Ancien, est un écrivain d'origine berbère,,, qui enseigna la rhétorique à Civitas Popthensis en Numidie (Afrique du Nord), à l'époque chrétienne.

## Biographie
Arnobe est probablement né vers l’an 240, étant donné que son disciple Lactance, un peu plus jeune que lui, est né vers 250. D'origine berbère, on ne sait s’il est né à Sicca Veneria (Le Kef) où il enseignait la rhétorique ; il semblerait qu’il soit plutôt originaire de Civitas Popthensis (Henchir Kssiba,  commune d’Ouled Moumen, wilaya  de Souk Ahras)  où l’on a retrouvé deux inscriptions où figure le nom d’Arnobius.
D’après Jérôme de Stridon, Arnobe  combattit longuement la foi chrétienne avant sa conversion, mais il est peu probable qu’il se soit comporté comme saint Paul avant de prendre le chemin de Damas : pour un chrétien, un  rhéteur était souvent considéré comme un adversaire naturel à cause de la profession même qu’il exerçait car l’étude des auteurs classiques, inséparable de la mythologie, paraissait incompatible avec la foi chrétienne.
Jérôme rapporte dans ses Hommes illustres qu’Arnobe vint à la foi de façon décisive et soudaine par des songes. Ce témoignage reste fort plausible, compte tenu des idées qui avaient cours en ce temps-là. Les songes étaient en effet considérés comme autant de signes divins qui durent faire impression sur l’évêque de Sicca ; cependant il éprouvait encore quelque réticence à admettre Arnobe au catéchuménat. Arnobe prit alors l’engagement d’écrire un ouvrage contre les païens (Adversus nationes) pour réfuter ses anciennes croyances, persuadé que ce serait le meilleur gage de sa piété : à défaut des connaissances chrétiennes qu’il ne possédait pas encore, il mettrait ses talents de rhéteur au service de sa foi nouvelle.
Après sa conversion, intervenue probablement en 295 ou 296, Arnobe commença son traité vers 297 ; il était en train d’y travailler lorsque survint la persécution de 303. On trouve en effet dans les derniers livres de son ouvrage  deux passages qui y font allusion :  « Mais que pouvons-nous faire devant un parti-pris opiniâtre, devant des gens qui brandissent contre nous des épées et qui imaginent contre nous des peines d’un genre inédit ? » (6,11,5).
Cet ouvrage, manifestement inachevé, fut selon toute vraisemblance interrompu par la mort de l’auteur.  On ne peut en connaître la date de façon assurée ; néanmoins l’an 327, que les biographies même les plus récentes persistent à donner en suivant à la lettre la Chronique de Jérôme, est une date manifestement erronée parce qu’elle est incompatible avec ce qu'indique par ailleurs ce saint : que l’enseignement du rhéteur de Sicca était florissant sous le règne de Dioclétien, c’est-à-dire entre 284 et 305. Il est plus probable que Jérôme ait inséré par erreur dans sa Chronique les renseignements écrits ou oraux qu’il tenait sur Arnobe. Tout invite à penser que l’année 304 est la date la plus probable de la mort du rhéteur. Il est peu probable qu’il soit mort en athlète de la foi, car Jérôme n’eût assurément pas omis d’en parler ; aussi est-il plus vraisemblable de penser qu’Arnobe mourut de mort naturelle.
Écrit en prose d'art rythmée extrêmement travaillée, l’ouvrage d’Arnobe comprend sept livres. L’auteur commence par un premier livre apologétique, où il s’inspire de Tertullien (Ad nationes) et de Minucius Félix (Octavius).
Dans un deuxième livre plus philosophique, il s’efforce de réfuter les différentes philosophies païennes (stoïcisme, épicurisme) ainsi que le culte de Mithra auquel il paraît avoir été initié ; il apporte une réflexion intéressante sur la nature et la destinée de l’âme en insistant sur la nécessité de croire au message du Christ. C’est là que se situe une ébauche du célèbre argument du pari développé dans les Pensées de Pascal : « N'est-il pas plus rationnel, entre deux éventualités suspendues à l'incertitude de l'attente, de croire plutôt à celle qui porte quelque espoir qu'à celle qui n'en donne absolument aucun ? Dans le premier cas, le risque est nul si l'événement attendu se révèle imaginaire et sans réalité ; dans l’autre, le dommage est immense, car il s’agit de la perte du salut, si le moment venu il se découvre que ce n’était pas un mensonge. » (II, 7-8). Les livres III à V constituent une attaque violente contre les dieux païens et la mythologie, remplie de fables grossières et honteuses. Les livres VI et VII, qui tournent en ridicule les temples, les statues ainsi que les cérémonies païennes, apportent de nombreux renseignements très précieux sur la religion romaine, au point que l’on a surnommé Arnobe au XVIIe siècle le « Varron chrétien ». Les quatorze derniers chapitres du livre VII, consacrés aux prodiges, sont peut-être le commencement d’un huitième livre resté inachevé. Arnobe eut comme disciple Lactance, comme le rapporte Jérôme.
L’apologie de la religion chrétienne d’Arnobe n’est guère originale. On a maintes fois insisté sur sa méconnaissance de l’Écriture sainte. Mais c’est oublier que les citations bibliques n’avaient aucune valeur de preuve aux yeux des païens, comme le remarque d’ailleurs Lactance, et qu’il valait mieux leur opposer des arguments rationnels. D’autre part, une étude plus approfondie montre qu’Arnobe connaissait l’Écriture sainte, surtout le nouveau Testament, dont on parvient à relever plusieurs citations ou allusions.
La théologie d’Arnobe, comme celle des premiers apologistes chrétiens, ne se présente pas de façon cohérente et achevée. La notion de dogme n’est pas définie avant le concile de Nicée (325) : aussi, est-il anachronique de parler de dogme à l’époque d’Arnobe. Au XIXe siècle, certains ont cru voir en lui un disciple de Marcion et en ont fait un hérétique. Cette discussion apparaît totalement dépassée de nos jours. 
Arnobe a inspiré Montaigne, Pascal, Bossuet et La Fontaine. Il est encore cité par Voltaire et Diderot, qui louent son ironie mordante. 
Arnobe n’est connu que par deux manuscrits : le Parisinus Latinus 1661 (P) et le Bruxellensis Latinus 10847 (B). Y.M. Duval leur a consacré une étude exhaustive dans laquelle, au terme d’un examen minutieux des cahiers de B et P, il démontre que B est un descendant de P. Dans son édition récente des livres VI-VII, B. Fragu apporte trois preuves matérielles démontrant de manière irréfutable que B est une copie directe de P.

### Œuvres
- Contre les Gentils (Adversus gentes ou Adversus nationes, vers 300) 
  - Contre les Gentils. Livre Ier ; texte et traduction par Henri Le Bonniec. Paris : les Belles Lettres, 1982. (Collection des universités de France. Série latine).  (ISBN 2-251-01014-9).
  - Contre les Gentils. Livre II ; texte et traduction par Mireille Armisen-Marchetti. Paris : les Belles Lettres, 2018. (Collection des universités de France. Série latine ; 419)
  - Contre les Gentils. Livre III ; texte et traduction par Jacqueline Champeaux. Paris : les Belles Lettres, 2007. (Collection des universités de France. Série latine ; 385).  (ISBN 978-2-251-01445-6).
  - Contre les Gentils. Livres VI-VII ; texte et traduction par Bernard Fragu. Paris : les Belles Lettres, 2010. (Collection des universités de France. Série latine ; 396).  (ISBN 978-2-251-01455-5).

### Études
- F. Gabarrou, Arnobe, son œuvre, Champion, 1921.
- H. von Campenhausen, Les Pères latins, 1967.
- Vincent Serralda, André Huard, Le Berbère...Lumière de l'Occident, p. 103, Nouvelles Éditions Latines, Paris, 1990  (ISBN 2-7233-0239-3) (BNF 36607992)
- M. B. Simmons, Arnobius of Sicca: Religious Conflict and Competition in the Age of Diocletian, Oxford, Clarendon Press, 1995.
- 2012 ARNOBIO DI SICCA. Difesa della vera religione contro i pagani. Testo latino-italiano. A cura di Biagio Amata. Teologia, letteratura latina, cristianesimo. Collana Veterum Coaevorumque Sapientia, vol. 5. LAS 2012, pp. 844  2012 N. LE NORRY. Studio introduttivo ai sette libri di Arnobio [Afro] contro i pagani. Testo latino-italiano. A cura di Biagio Amata.Teologia, letteratura latina, cristianesimo. Collana Veterum Coaevorumque Sapientia, vol 4. LAS 2012, pp.820.  STUDI sul pensiero del prof. B.Amata CHRSTUM AMPLECTI - Studi in onore del prof. Biagio Amata sdb a cura di Miran Sajovic - Andrea Sollena (Pontificium Institutum Altioris Latinitatis Flumina ex fontibus 7) - LAS ROMA 2014, p. 377  2015 SOLLENA ANDREA, Arnobio di Sicca: rivelazione, fede e credibilità. Indagine sulla "struttura teologica" dell'apologetica arnobiana nel libro I dell'"Adversus Nationes"., (Amata Biagio),
- « Index.html », sur virgilio.it (consulté le 18 décembre 2023)
- Notices d'autorité :   - VIAF
  - ISNI
  - BnF (données)
  - IdRef
  - LCCN
  - GND
  - Italie
  - CiNii
  - Espagne
  - Belgique
  - Pays-Bas
  - Pologne
  - Israël
  - NUKAT
  - Catalogne
  - Suède
  - Vatican
  - Australie
  - WorldCat